# Złotnictwo

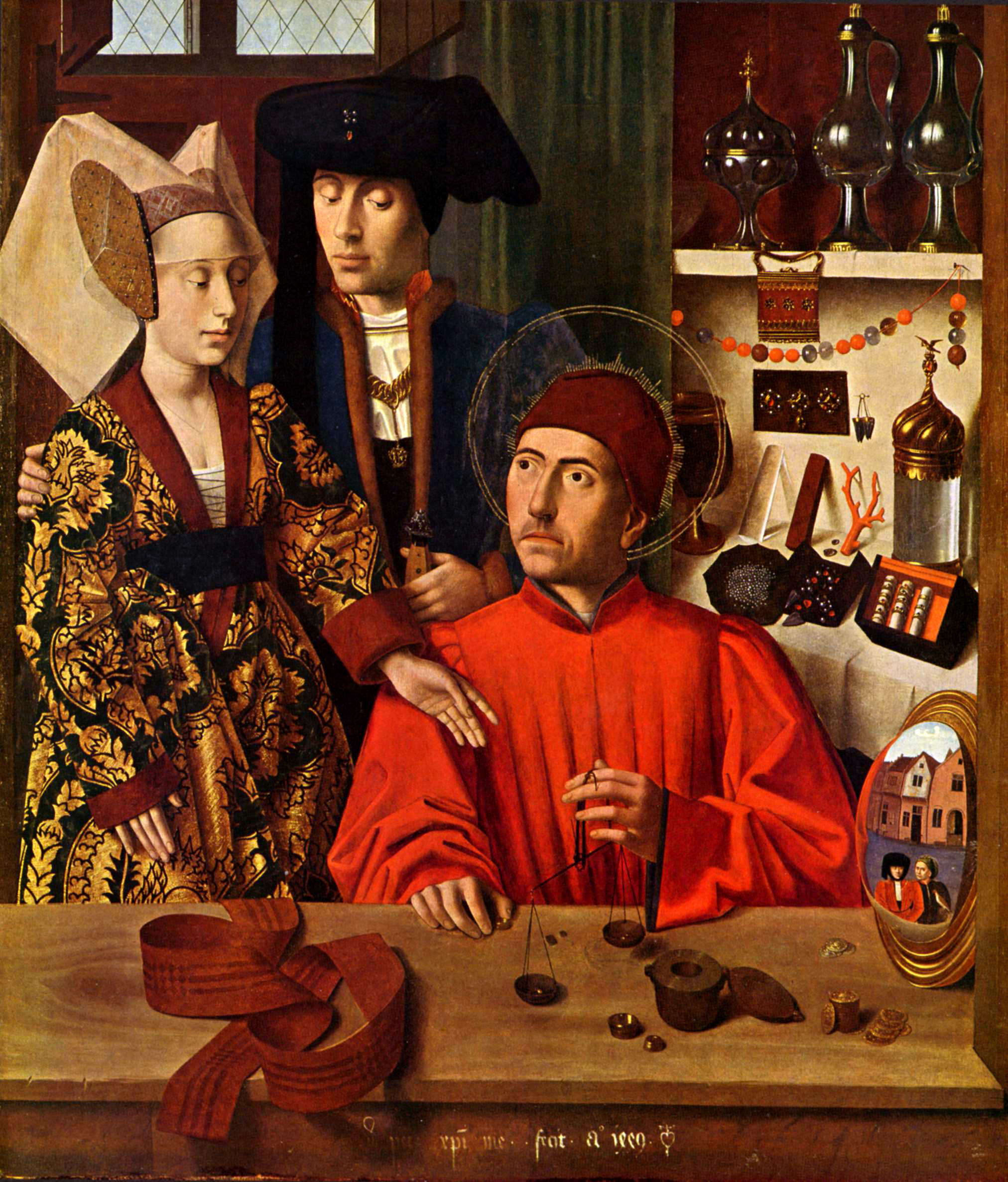
Św. Eligiusz – patron złotników – w warsztacie.

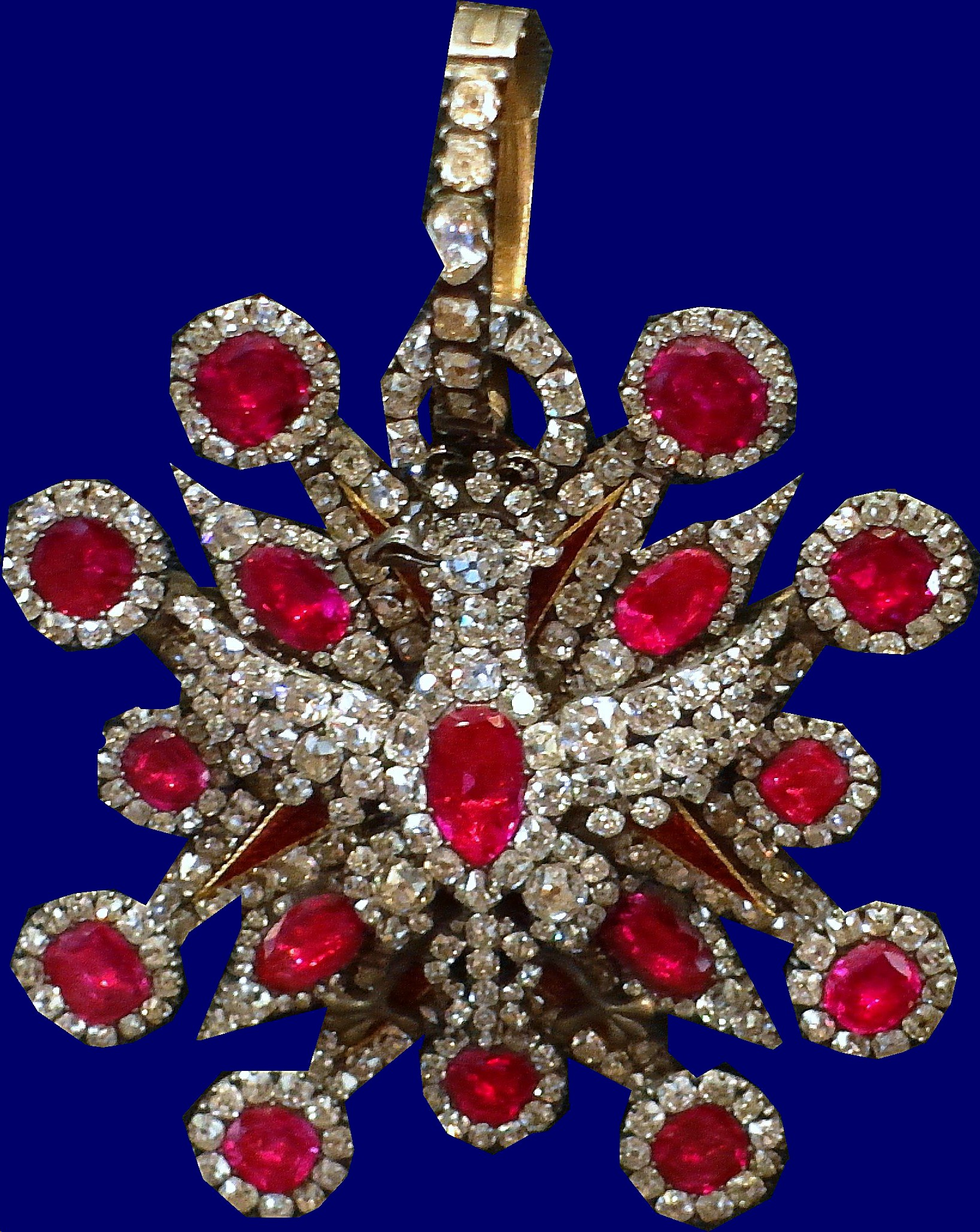
Krzyż Orderu Orła Białego z garnituru rubinowego Augusta II Mocnego

Złotnictwo – rzemiosło artystyczne zajmujące się wytwarzaniem wyrobów ze złota, platyny, srebra, stopów, metali szlachetnych, kamieni szlachetnych oraz innych drogocennych materiałów. Termin jubilerstwo, dotyczący głównie czasów nowszych, obejmuje przede wszystkim wyrób klejnotów i ozdób ze złota, srebra i kamieni szlachetnych.
W starożytności złotnictwo obejmowało głównie wytwarzanie luksusowych przedmiotów codziennego użytku (świeczniki, srebrne zastawy, szkatułki, wazony, figurki), różnego typu ozdób (diademy, naszyjniki, brosze, klamry, naramienniki, pierścienie), oraz przedmiotów służących kultowi religijnemu (złote lub srebrne relikwiarze, monstrancje, kielichy, puszki, pateny). Od XIII wieku w Europie Zachodniej, a od XIV wieku w Polsce działalność warsztatów złotniczych została ujęta w struktury cechowe, które w późniejszym czasie wprowadziły obowiązek oznaczania wyrobów znakiem złotniczym (puncą).
Techniki stosowane do zdobienia i wykańczania wyrobów metalowych:
- złocenie (galwanizacja) – pokrywanie metalu, zazwyczaj srebra, miedzi lub brązu cienką warstewką złota;
- puncowanie – opracowanie powierzchni przedmiotów puncami w celu uzyskania wyrazistości dekoracji;
- repusowanie (trybowanie) – wykuwanie na zimno puncami lub młotkami odpowiedniej formy na przedmiocie;
- grawerowanie – wykonywanie na powierzchni przedmiotów zarysów liter, cyfr, stempli, oraz innych form;
- cyzelowanie – ostateczne wykończenie powierzchni przedmiotu poprzez usunięcie naddatków metalu, wygładzenie niezdobionych miejsc oraz dopracowanie ostatecznego kształtu przedmiotu przez użycie różnego typu dłut i pilników;
- filigran – wykonanie fragmentu lub całego przedmiotu z cienkich złotych lub srebrnych drucików;
- granulacja – wykonywanie ornamentów z bardzo drobnych złotych lub srebrnych kuleczek (tzw. granulek), nalutowywanych na powierzchnię przedmiotów, częste uzupełnienie filigranu;

W Polsce istnieje obligatoryjne prawo probiercze, zgodnie z którym wyroby jubilerskie muszą być ocechowane w państwowym urzędzie probierczym. 
- Platyna – w stanie czystym metal szarobiały, miękki, ciągliwy i kowalny, topi się w temperaturze 1775 stopni Celsjusza. Jej ciężar właściwy wynosi 21,5. Do wyrobu biżuterii używa się stopów próby 0,950. Doskonale nadaje się do oprawy diamentów.
- Złoto – metal koloru żółtego, ciągliwy i miękki, o silnym połysku, używany najczęściej do wyrobu biżuterii w stopach ze srebrem i miedzią. Złoto jest dużo łatwiejsze w obróbce, ma też niższą temperaturę topnienia. Dla wyrobów złotych przyjęto próby: 0,960 0,750 0,585 0,500 0,375 i 0,333.
- Stosunkowo tanim metalem jest srebro i jako takie chętnie używane do oprawy bursztynu.

W Polsce istnieje ponad cztery tysiące podmiotów gospodarczych zajmujących się wytwarzaniem i obrotem wyrobami z metali i kamieni szlachetnych. Największa ich liczba znajduje się na terenie Trójmiasta. Tam też organizowane są co roku Międzynarodowe Targi Bursztynu Ambermart oraz Międzynarodowe Targi Bursztynu, Biżuterii i Kamieni Jubilerskich Amberif.